# Würzburger Bachtage
Die Würzburger Bachtage wurden 1969 von dem Kantor Günter Jena ins Leben gerufen und finden alljährlich im Spätherbst in Würzburg statt. Was mit nur vier Konzerten begann, hat sich zu einem achtbaren Festival entwickelt, welches von einer bescheidenen Abfolge von wenigen, nur den Werken Johann Sebastian Bachs gewidmeten Konzerten zu einem Programm-Festival mit hochgesteckten Zielen geworden ist.
Schon Günther Jena hatte bald den Händelschen Messiah ins Programm der Bachtage aufgenommen. Sein Nachfolger Heribert Breuer brachte eine noch größere Ausweitung und führte die Ausrichtung auf einen zweiten Komponisten als spannenden Gegenpart und interessante Ergänzung zum Werk des Thomaskantors ein. So wurden in der Folge das Deutsche Requiem von Brahms sowie Verdis Requiem bei den Würzburger Bachtagen aufgeführt.
Mittlerweile stehen 17 Veranstaltungen auf dem 10 Tage währenden Festival auf dem Programmplan: Oratorien, Orgel-, Klavier- und Kammermusikkonzerte aber auch Vorträge sowie Lesungen. Neben Bachchor und Bachorchester Würzburg treten namhafte Ensembles und Solisten auf.
Von 1979 bis zu seinem Ruhestand 2015 war Christian Kabitz künstlerischer Leiter der Bachtage. Sein Anliegen war es, die Gegenüberstellung nicht nur auf die Aufführung zweier großer Oratorien zu beschränken, sondern sie auch in den begleitenden Konzerten deutlich werden zu lassen. Immer aber blieb natürlich das unendlich reiche Werk Bachs Dreh- und Angelpunkt aller Konzertplanungen.
Von 2016 bis 2020 leitete Matthias Querbach die Würzburger Bachtage. 2021 und 2022 war Regina Schlereth, Kantorin an St. Johannis, interimistisch Künstlerische Leiterin. Zum März 2023 übernahm die Freiburger Kantorin Hae-Kyung Jung die Leitung.